# Burwell (Nebraska)
Burwell és una població dels Estats Units a l'estat de Nebraska. Segons el cens del 2000 tenia 1.130 habitants.

## Demografia
Segons el cens del 2000, Burwell tenia 1.130 habitants, 507 habitatges, i 277 famílies. La densitat de població era de 419,5 habitants per km².
Dels 507 habitatges en un 24,1% hi vivien nens de menys de 18 anys, en un 48,5% hi vivien parelles casades, en un 4,7% dones solteres, i en un 45,2% no eren unitats familiars. En el 42,8% dels habitatges hi vivien persones soles el 27,6% de les quals corresponia a persones de 65 anys o més que vivien soles. El nombre mitjà de persones vivint en cada habitatge era de 2,12 i el nombre mitjà de persones que vivien en cada família era de 2,97.
Per edats la població es repartia de la següent manera: un 23% tenia menys de 18 anys, un 4,2% entre 18 i 24, un 20,1% entre 25 i 44, un 23,7% de 45 a 60 i un 28,9% 65 anys o més.
L'edat mediana era de 47 anys. Per cada 100 dones de 18 o més anys hi havia 75,1 homes.
La renda mediana per habitatge era de 22.569 $ i la renda mediana per família de 33.558 $. Els homes tenien una renda mediana de 24.875 $ mentre que les dones 17.222 $. La renda per capita de la població era de 13.949 $. Aproximadament el 10,3% de les famílies i el 14,3% de la població estaven per davall del llindar de pobresa.

## Poblacions més properes
El següent diagrama mostra les poblacions més properes.